# Branca (Albergaria-a-Velha)
Branca es una vila y freguesia portuguesa del concelho de Albergaria-a-Velha, distrito de Aveiro.

## Demografía
| 1220    | 1527       | 1708        | 1721 | 1756 | 1758 | 1789        | 1878 | 1890 | 1900 | 1911 | 1920 | 1930 | 1940 | 1950 | 1970 | 1981 | 1991 | 2001 |
| 37 casa | 49 vecinos | 350 vecinos | 1241 | 1577 | 1212 | 400 hogares | 2073 | 1907 | 2122 | 2363 | 2458 | 2737 | 3192 | 3726 | 4278 | 4810 | 5074 | 5500 |